# Корнак
Корнак (фр. Cornac) насеље је и општина у јужној Француској у региону Миди Пирене, у департману Лот која припада префектури Фижак.
По подацима из 2011. године у општини је живело 355 становника, а густина насељености је износила 25,8 становника/km². Општина се простире на површини од 13,76 km². Налази се на средњој надморској висини од 150 метара (максималној 528 m, а минималној 142 m).

## Демографија
| 1962. | 1968. | 1975. | 1982. | 1990. | 1999. | 2011. |
| ----- | ----- | ----- | ----- | ----- | ----- | ----- |
| 321   | 354   | 369   | 354   | 370   | 327   | 355   |

График промене броја становника у току последњих година